# Hymn Saint Kitts i Nevis
O Land of Beauty! („O piękna ojczyzno!”) – hymn państwowy Saint Kitts i Nevis od 1983 roku.
Autorem słów i muzyki jest Kenrick Georges.

## Tekst
wersja oryginalna
O Land of Beauty!

Our country where peace abounds,

Thy children stand free

On the strength of will and love.

With God in all our struggles,

St. Kitts and Nevis be

A nation bound together,

With a common destiny.

As stalwarts we stand

For justice and liberty.

With wisdom and truth

We will serve and honour thee.

No sword nor spear can conquer

For God will sure defend.

His blessings shall forever

To posterity extend.
wersja polska
O piękna ojczyzno!

Nasz kraj to, w którym panuje pokój,

Twe dzieci są wolne, swobodne

Na mocy silnej woli i miłości.

Razem z Bogiem we wszystkich zmaganiach,

St. Kitts and Nevis będzie

Narodem związanym razem,

Z wspólnym celem i przeznaczeniem.

Z wielkim zapałem dążymy

Do sprawiedliwości i wolności.

Z mądrością i prawdą

Będziemy służyć ku twej chwale.

Żaden miecz i ostrze nam nie straszne,

Gdyż Bóg stanie w naszej obronie.

Jego błogosławieństwa na zawsze

Przyczynią się do naszego rozwoju.